# Gottfried Sonntag
Gottfried Sonntag (Schwarzenbach (Oberpfalz), 10 februari 1821 – Bayreuth, 23 juli 1921) was een Duits componist en kapelmeester.
Sonntag was van 1870 tot 1883 kapelmeester van het Beierse Infanterie Regiment Nr. 7 in Bayreuth. In deze tijd componeerde hij verschillende marsen voor zijn regimentskapel. Op het motief "Siegfried-Ruf" uit de opera Siegfried schrijft hij in 1877 de Nibelungenmarsch. Verder is van hem de in 1873 gecomponeerde Prinz Leopold Marsch, op. 70 bekend, die hij aan de Beierse kroonprins Leopold van Beieren opdroeg.
- Biblioteca Nacional de España: XX5595930
- Gemeinsame Normdatei: 134977610
- International Standard Name Identifier: 0000 0001 2029 0533
- Library of Congress Control Number: no2006121006
- MusicBrainz: 51959521-e0df-492f-a26c-0d5b6b53eb71
- Nationale Bibliotheek van Tsjechië: mzk2011638999
- Virtual International Authority File: 78543993
- WorldCat: E39PBJckRDJxHpXfgFgvWMpF8C